# 宝生真里奈
宝生 真里奈（ほうしょう まりな、1994年8月31日 - ）は、日本の女優、タレント。女性ボーカルユニット「harmonic suite」のメンバー。ナインズプロモーション所属。

## 人物
- 実家が化粧品会社、姉が美容師の美容一家。
- 18歳から外資系アパレルで勤務（副店長の経験あり）。
- 販売員時代にハーフに間違われたり、外国人と間違われて英語で話しかけられることが多かったので、独学で英語を学ぶ。
- スケート、バレーボール、合唱、テニスを習っていた。

## 経歴

### CM
- STAFF START
- YMDブランド

### バラエティ
- 中居正広の金曜日のスマたちへ 赤の人 TBS
- チコちゃんに叱られる! 検証 NHK
- ロンブー亮の釣りならまかせろ! アシスタント テレ玉
- さまぁ〜ず論 EX
- I LOVE みんなのどうぶつ園 NTV
- 不思議体験ファイル 信じてください!! 再現 KTV
- ニューヨーク恋愛市場 恋哀話買い取ります ABEMA
- 水曜日のダウンタウン TBS

### ドラマ
- 仮面ライダーリバイス リポーター役 EX
- プライベートバンカー 第2話（2025年1月16日、テレビ朝日） - ラウンジ嬢・モモ 役[1]

### イメージガール
- 第16代ベリーガールズ 2020年1月-12月（釣り具メーカー「タックルベリー」のイメージガール）